# U 1002
U 1002 war ein deutsches U-Boot der Klasse VII C/41, das im Zweiten Weltkrieg zum Einsatz kam.

## Das Boot
Der Bauauftrag wurde am 14. Oktober 1941 an Blohm & Voss in Hamburg vergeben. Die Kiellegung unter der Bezeichnung „Neubau 202“ war am 4. Januar 1943, der Stapellauf erfolgte am 6. Oktober 1943, und am 30. November 1943 fand die Indienststellung unter Oberleutnant zur See Albrecht Schubart statt. Schubart kommandierte das Boot bis zum 6. Juli 1944, als er von Oberleutnant z.S. Hans-Heinz Boos abgelöst wurde.

## Einsatzgeschichte
Das Boot lief am 9. Februar 1945 von Kiel aus und verlegte zusammen mit den Booten U 260, U 681 und U 1169 zum U-Stützpunkt Horten in Norwegen, wo alle Boote am 13. Februar 1945 eintrafen und dann im Oslo-Fjord verschiedene Erprobungen mit dem Schnorchelmast durchführten.
Am 20. Februar verlegte U 1002 nach Kristiansand, wo erneut einige Ergänzungen durchgeführt wurden, bevor das Boot zu seiner ersten Feindfahrt auslief. Auf der 48 Tage langen Fahrt operierte U 1002 im Nordatlantik und am Westausgang des Ärmelkanals, doch es konnten keine feindlichen Einheiten versenkt oder beschädigt werden.

## Verbleib
Wie die anderen deutschen U-Boote, die bei Kriegsende in norwegischen Häfen lagen, wurde auch U 1002 den Alliierten am 9. Mai übergeben. Diese überführten es am 30. Mai über Scapa Flow und den Hafen von Londonderry im nordirischen Lisahally nach Loch Ryan in Schottland. Das Boot wurde am 13. Dezember vom britischen Marineschlepper Prosperous ins Schlepp genommen und ins Versenkungsgebiet gebracht, wo es schließlich durch einen Torpedo des britischen U-Bootes Tantivy versenkt wurde.